# Ampelisca statenensis
Ampelisca statenensis är en kräftdjursart. Ampelisca statenensis ingår i släktet Ampelisca och familjen Ampeliscidae. Inga underarter finns listade i Catalogue of Life.